# Comuni del Montenegro

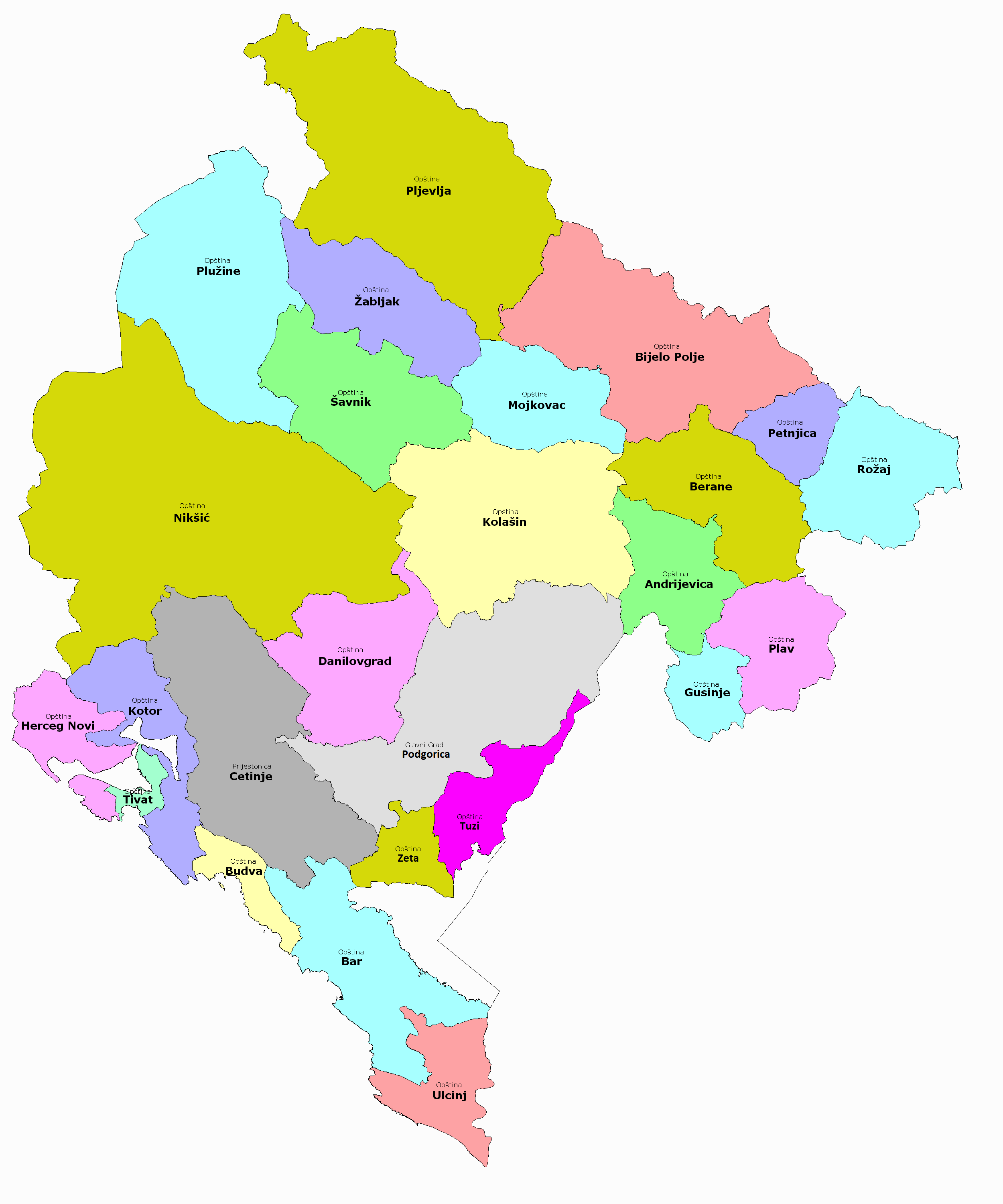
Carta aggiornata con la suddivisione del Montenegro in comuni

I comuni del Montenegro (opštine) costituiscono la suddivisione territoriale di primo livello del Paese e sono in tutto 25. Il 18 agosto 2022 la località di Golubovci è stata scorporata dal comune di Podgorica, diventando la sede amministrativa della nuova municipalità di Zeta, unico comune che non prende il nome dal suo capoluogo.

## Lista
| Comune                    | Superficie (km²) | Popolazione (2022) |
| ------------------------- | ---------------- | ------------------ |
| Andrijevica               | 283              | 4 274              |
| Antivari (Bar)            | 598              | 43 950             |
| Berane                    | 544              | 25 683             |
| Bijelo Polje              | 924              | 40 500             |
| Budua (Budva)             | 122              | 22 984             |
| Castelnuovo (Herceg Novi) | 235              | 30 150             |
| Cattaro (Kotor)           | 335              | 22 540             |
| Cettigne (Cetinje)        | 899              | 14 538             |
| Danilovgrad               | 501              | 18 340             |
| Dulcigno (Ulcinj)         | 255              | 19 985             |
| Gusinje                   | 486              | 3 997              |
| Kolašin                   | 897              | 6 777              |
| Mojkovac                  | 367              | 6 965              |
| Nikšić                    | 2.065            | 67 180             |
| Petnjica                  | 173              | 5 227              |
| Plav                      | 486              | 8 154              |
| Pljevlja                  | 1.346            | 25 402             |
| Plužine                   | 854              | 2 445              |
| Podgorica                 | 1.399            | 192 968            |
| Rožaje                    | 432              | 22 853             |
| Šavnik                    | 553              | 1 695              |
| Teodo (Tivat)             | 46               | 15 377             |
| Tuzi                      | 236              | 12 278             |
| Žabljak                   | 445              | 2 951              |
| Zeta                      | 153              | 16 206             |